# Irensaga Montes
Gli Irensaga Montes sono una catena montuosa della superficie di Titano.
Prendono il nome dall'Irensaga, montagna dell'universo immaginario di Arda, creato dallo scrittore J. R. R. Tolkien.